# Societetshuset, Varberg

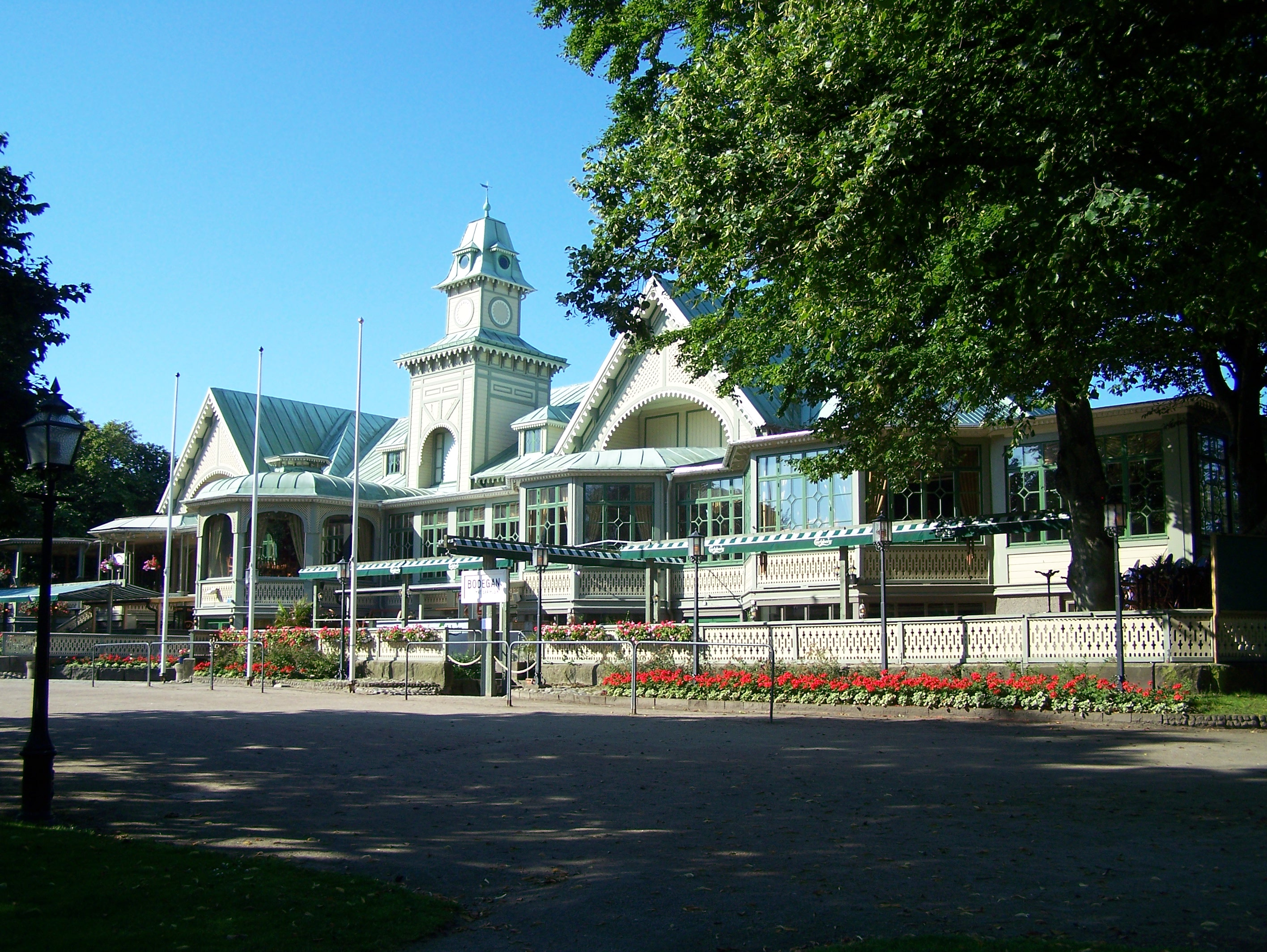
Societetshuset har bevarat sin ursprungliga stil

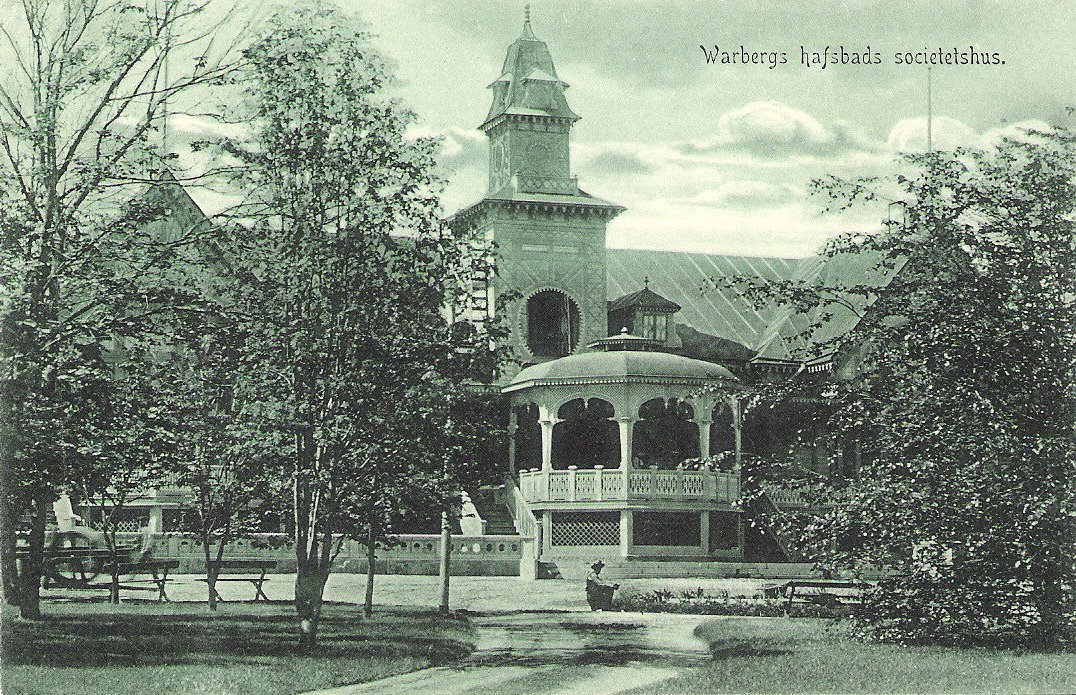
Societetshuset, omkring 1900.

Societetshuset, kallat Societén, är en byggnadsminnesförklarad byggnad från 1883 i Varberg. Huset ritades av Adrian C. Peterson i morisk stil. Byggnaden är snarlik den ursprungliga Restaurang Trädgårn i Göteborg (nedbrunnen 1965), som ritades av samme arkitekt. Societen genomgick en ombyggnad 1911, då det målades om och fick sin nuvarande färgsättning, från att tidigare ha varit mörkare. Senare har byggnaden även haft andra färger, men efter en renovering 1997 har den åter de färger den fick 1911. Den byggnadsminnesförklarades 1980.
Orsaken till att huset byggdes var Varbergs ökande betydelse som kurort, vilket fick till följd att allt fler välbärgade personer kom på besök. De behövde en gemensam samlingslokal. Tidigare hade Brunnssalongen, som inte låg alltför långt ifrån Societetshuset, fyllt en liknande funktion.
Idag används byggnaden främst som restaurang-, dans- och konsertlokal. I byggnaden finns även sedan 2012 huvudkontoret till Sveriges Ridgymnasium. Tidigare hade även ungdomssajten LunarStorm och dejtingsajten Mötesplatsen verksamhet här.[källa behövs]